# 아라바

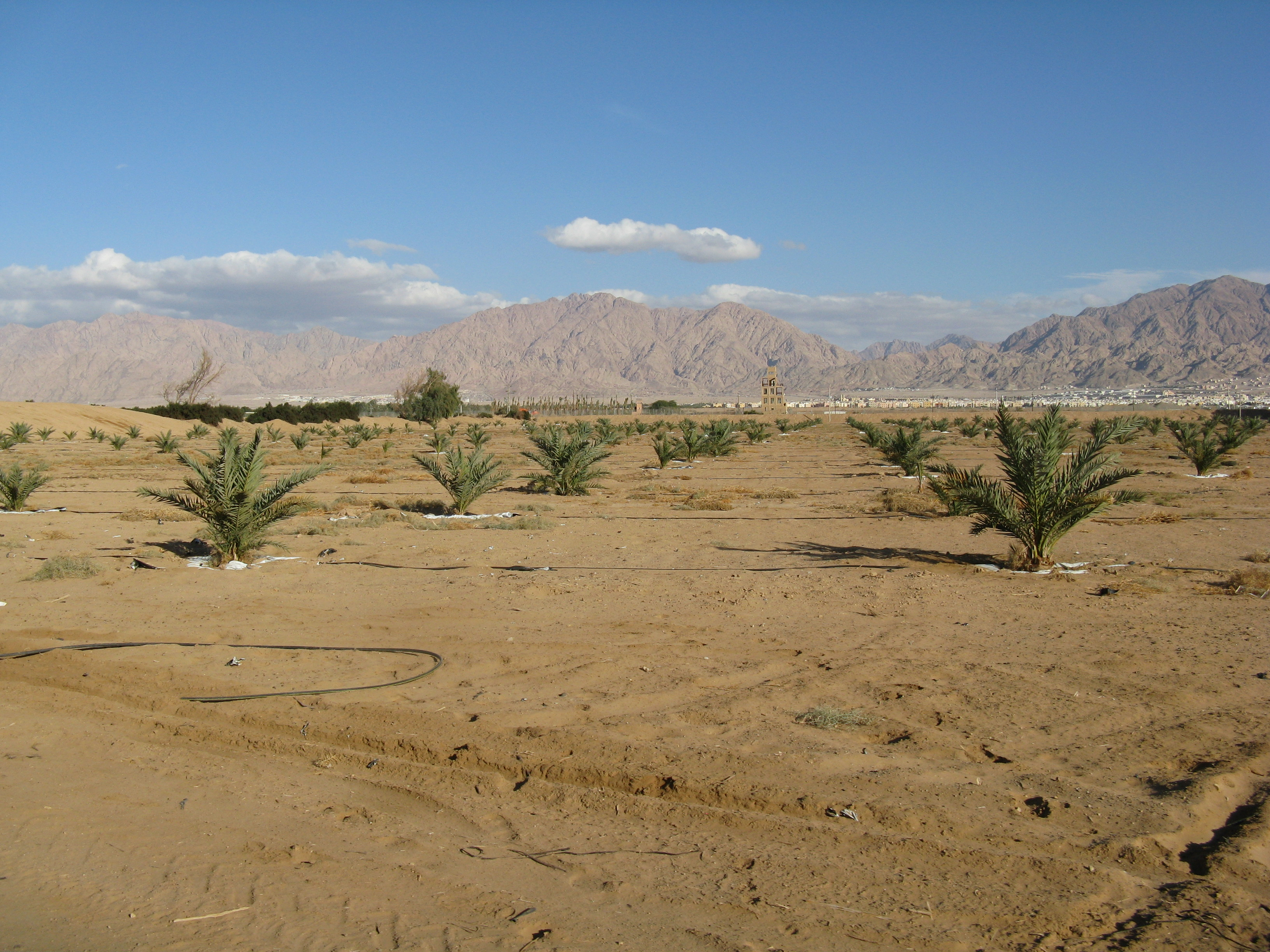
아라바의 풍경

아라바(히브리어: הָעֲרָבָה)는 요르단 지구대의 일부에서 갈릴리 호수 남쪽에서 사해를 거쳐 아카바만까지 도달하는 계곡이다. 이스라엘과 요르단의 국경이 있다.
아라바에는 수많은 종의 동식물이 있다. 특히 카라칼은 계곡의 사바나 지역에서 발견된다.

## 같이 보기
- 네게브 사막
- 남부구 (이스라엘)